# Liste der Mitglieder des Consiglio Grande e Generale (10. Legislaturperiode)
Die Liste gibt einen Überblick über alle Abgeordneten des Consiglio Grande e Generale, der Legislative San Marinos, in der 10. Legislaturperiode von 1938 bis 1943.

## Zusammensetzung
Nach den Parlamentswahlen vom 29. Mai 1938 setzte sich der Consiglio Grande e Generale wie folgt zusammen.
| Mitglied des Consiglio Grande e Generale | Listenplatz | Kommentar         |
| ---------------------------------------- | ----------- | ----------------- |
| Giuliano Gozi                            | 01          |                   |
| Angelo Manzoni Borghesi                  | 02          |                   |
| Valerio Pasquali                         | 03          |                   |
| Carlo Balsimelli                         | 04          |                   |
| Settimio Belluzzi                        | 05          |                   |
| Marino Morri                             | 06          |                   |
| Gino Gozi                                | 07          |                   |
| Giuseppe Arzilli                         | 08          |                   |
| Argio Barbieri                           | 09          |                   |
| Protogene Belloni                        | 10          |                   |
| Pietro Berti                             | 11          |                   |
| Aldo Bonelli                             | 12          |                   |
| Dino Bonelli                             | 13          |                   |
| Sebastiano Bollini                       | 14          |                   |
| Arrigo Braschi                           | 15          |                   |
| Alfredo Capicchioni                      | 16          |                   |
| Francesco Ceccoli                        | 17          |                   |
| Gino Ceccoli                             | 18          |                   |
| Marino Ciacci                            | 19          |                   |
| Filippo Della Balda                      | 20          |                   |
| Giovanni Fabiani                         | 21          |                   |
| Domenico Fattori                         | 22          |                   |
| Onofrio Fattori                          | 23          |                   |
| Melchiorre Filippi                       | 24          |                   |
| Salvatore Foschi                         | 25          |                   |
| Antonio Francini                         | 26          |                   |
| Celio Gozi                               | 27          |                   |
| Federico Gozi                            | 28          |                   |
| Girolamo Gozi                            | 29          |                   |
| Gelasio Grossi                           | 30          |                   |
| Enrico Guidi                             | 31          |                   |
| Giuseppe Guidi                           | 32          |                   |
| Giuseppe Lanci                           | 33          |                   |
| Luigi Lazzari                            | 34          |                   |
| Giovanni Lonfernini                      | 35          |                   |
| Bartolomeo Manzoni Borghesi              | 36          |                   |
| Luigi Marinelli                          | 37          |                   |
| Renato Martelli                          | 38          |                   |
| Secondo Menicucci                        | 39          |                   |
| Marino Michelotti                        | 40          |                   |
| Simone Michelotti                        | 41          |                   |
| Francesco Morri                          | 42          |                   |
| Ruggero Morri                            | 43          |                   |
| Filippo Mularoni                         | 44          |                   |
| Francesco Mularoni                       | 45          |                   |
| Giuseppe Nicolini                        | 46          |                   |
| Francesco Pasquali                       | 47          |                   |
| Giuseppe Reffi                           | 48          |                   |
| Orlando Reffi                            | 49          |                   |
| Pompeo Righi                             | 50          |                   |
| Marino Rossi                             | 51          |                   |
| Silvio Simoncini                         | 52          |                   |
| Domenico Suzzi Valli                     | 53          |                   |
| Marino Suzzi Valli                       | 54          |                   |
| Lazzaro Terenzi                          | 55          |                   |
| Vincenzo Veronesi                        | 56          |                   |
| Gino Zani                                | 57          |                   |
| Lorenzo Zani                             | 58          |                   |
| Manlio Gozi                              |             | Capitano Reggente |
| Luigi Mularoni                           |             | Capitano Reggente |
| Antonio Braschi                          |             | Nachrücker 1941   |